# Gino Arduino
Gino Arduino (Genova, 1917 – Milano, 1988) è stato un produttore discografico italiano, fu uno dei pionieri del jazz in Italia, insieme a molti altri appartenenti ai primi Hot Club (nel 1946 era vicepresidente dell'hot Club di Genova).

## Biografia
Cominciò a lavorare a Genova in un negozio di dischi (Orlandini), buttando alle ortiche gli studi in Ingegneria Elettronica, per poi aprire nel 1952 il negozio Ricordi a Genova. Dopo il successo ottenuto con le straordinarie performance del negozio e della stima di cui godeva da parte dell'Amministratore Delegato della Ricordi dell'epoca, l'Ing. Valcarenghi, andò a Parigi per curare gli interessi di Ricordi International.

Al ritorno a Genova fu uno dei fondatori della Karim, da cui si staccò nel 1965, diventando Direttore Commerciale e poi Centrale di Fonit Cetra fino al 1982. Successivamente aprì la filiale italiana di una piccola multinazionale discografica molto vivace, la Carrére, che aveva nel suo parterre artisti Sheila, Claude Francois e molti altri.

Fu anche molto dinamica nell'esportare in Europa dall'Italia moltissimi successi della Spaghetti dance e altri artisti (es. Raf con Self Control, Ramazzotti in Europa e una pletora di molti dischi di grande successo, come Dolce Vita di Ryan Paris e l'Italiano di Toto Cutugno che in Francia fu un successo clamoroso). Molti artisti della cosiddetta "scuola genovese" furono introdotti nel mondo della discografia grazie anche al suo apporto. Oltre a De André alla Karim bisogna ricordare Tenco, Bindi, Lauzi. Passando in seguito ai New Trolls, i Ricchi e Poveri e altri. Curò molto la parte di musica classica e a lui si devono molti contratti con artisti che in Fonit Cetra confluirono negli anni dal 1965 al 1982. Fu anche il primo a lanciare le sigle dei cartoni animati come fenomeno discografico (Ufo Robot in primis). A lui si deve la pubblicazione nel 1981 del giovane Pavarotti negli Stati Uniti attraverso la CBS Records (ora Sony Music).